# Episodi de La leggenda di Korra (quarta stagione)
La quarta e ultima stagione della serie animata La leggenda di Korra (The Legend of Korra), nota anche come Libro quarto: Equilibrio (Book Four: Balance), e composta da 13 episodi, è stata resa disponibile sul servizio di streaming Nick Video sul sito Nick.com in prima visione negli Stati Uniti d'America dal 3 ottobre 2014. A partire dal 28 novembre, con il nono episodio, la quarta stagione è stata nuovamente trasmessa il venerdì su Nicktoons fino al 19 dicembre 2014.
In Italia, la stagione è andata in onda sul canale satellitare Nickelodeon dal 4 al 18 agosto 2015.
| nº | Titolo originale      | Titolo italiano          | Prima TV USA     | Prima TV Italia |
| -- | --------------------- | ------------------------ | ---------------- | --------------- |
| 1  | After All These Years | Dopo tutti questi anni   | 3 ottobre 2014   | 4 agosto 2015   |
| 2  | Korra Alone           | Korra è sola             | 10 ottobre 2014  | 5 agosto 2015   |
| 3  | The Coronation        | L'incoronazione          | 17 ottobre 2014  | 6 agosto 2015   |
| 4  | The Calling           | La chiamata              | 24 ottobre 2014  | 7 agosto 2015   |
| 5  | Enemy at the Gates    | Nemici alle porte        | 31 ottobre 2014  | 10 agosto 2015  |
| 6  | Battle of Zaofu       | La battaglia di Zaofu    | 7 novembre 2014  | 11 agosto 2015  |
| 7  | Reunion               | Riunione                 | 14 novembre 2014 | 12 agosto 2015  |
| 8  | Remembrances          | Ricordi                  | 21 novembre 2014 | 13 agosto 2015  |
| 9  | Beyond the Wilds      | Oltre la foresta         | 28 novembre 2014 | 14 agosto 2015  |
| 10 | Operation Beifong     | Operazione: Beifong      | 5 dicembre 2014  | 14 agosto 2015  |
| 11 | Kuvira's Gambit       | Lo stratagemma di Kuvira | 12 dicembre 2014 | 17 agosto 2015  |
| 12 | Day of the Colossus   | Il giorno del Colosso    | 19 dicembre 2014 | 17 agosto 2015  |
| 13 | The Last Stand        | L'ultimo scontro         | 19 dicembre 2014 | 18 agosto 2015  |

## Dopo tutti questi anni
- Titolo originale: After All These Years
- Diretto da: Colin Heck
- Scritto da: Joshua Hamilton

### Trama
Tre anni dopo la sconfitta di Zaheer, il vanitoso Principe Wu sta per essere incoronato Re della Terra, e Mako viene assegnato come sua guardia del corpo. Nel Regno della Terra, Opal e Kai cercano di proteggere una comunità dai banditi con scarso successo. Kuvira, che ora si autodefinisce la "Grande unificatrice", appare alla testa di un esercito che comprende Bolin, Varrick e la sua assistente Zhu Li. Offre le forniture e la protezione del governatore, ma solo se sottometterà il suo Stato alla sovranità di Kuvira. Il governatore accetta con riluttanza, mentre Kuvira consolida sempre più il Regno della Terra sotto la sua autorità, cominciando ad apparire sempre più dispotica. Altrove, una scoraggiata Korra sta combattendo e perdendo incontri di dominio della terra, apparentemente avendo rinunciato alla sua identità di Avatar.

## Korra è sola
- Titolo originale: Korra Alone
- Diretto da: Ian Graham
- Scritto da: Michael Dante DiMartino

### Trama
In un episodio che copre il tempo tra il Libro terzo e Libro quarto, Korra si sta lentamente rimettendo in forze con l'aiuto della terapia fisica e della guarigione imposta da Katara al Polo Sud, in seguito alla sua tortura e avvelenamento per mano del Loto Rosso. Tuttavia, gli effetti dell'assalto e le altre sofferenze e perdite che ha affrontato l'hanno lasciata psicologicamente traumatizzata e perseguitata dai dubbi se tornerà mai ad essere la stessa di un tempo. Nonostante decida dopo diverso tempo di fare ritorno dai suoi amici a Città della Repubblica, capisce di non essere guarita ancora del tutto e quindi sceglie di vagare senza meta in tutto il mondo, isolandosi il più possibile dal contatto umano. È ossessionata da una visione oscura di sé stessa come appariva nel combattimento con Zaheer, che sembra seguirla ovunque vada. Un giorno uno spirito la conduce nella palude dell'albero baniano già comparsa in Avatar - La leggenda di Aang, dove la sua apparizione doppelganger la insegue e la attacca, inducendole un'allucinazione di un annegamento; riprenderà conoscenza in seguito nella dimora di Toph Beifong.
- Note: Korra è sola prende il nome dall'episodio Il viaggio di Zuko (titolo originale "Zuko alone"), della seconda stagione di Avatar - La leggenda di Aang.[3]

## L'incoronazione
- Titolo originale: The Coronation
- Diretto da: Melchior Zwyer
- Scritto da: Tim Hedrick

### Trama
All'incoronazione di Wu nella Città della Repubblica, Kuvira si rifiuta di cedere il potere al giovane, annunciando invece che consoliderà i territori sotto il suo controllo in un nuovo Impero della Terra. Ciò crea una spaccatura tra lei e gli altri leader mondiali, tra cui Suyin, così come tra Bolin e Mako, che deve proteggere l'impopolare Wu dai sostenitori arrabbiati di Kuvira. Nel frattempo, nella palude dell'albero baniano, Toph accetta di aiutare Korra a riguadagnare le sue forze, sebbene la sua metodologia consista in gran parte nel tormentare e attaccare ripetutamente Korra. L'anziana dominatrice della terra riesce a trovare residui del veleno all'interno del Korra ma non riesce a rimuoverlo: Korra si oppone inconsciamente, segnata dai suoi traumi precedenti. Nel frattempo, Tenzin manda Jinora, Ikki e Meelo a cercare Korra e Varrick sperimenta le liane degli spiriti per Kuvira.
- Note: Una versione in plastica di Bosco è presente nel centro commerciale di Ba Sing Se.[4]

## La chiamata
- Titolo originale: The Calling
- Diretto da: Colin Heck
- Scritto da: Katie Mattila

### Trama
Mentre i giovani dominatori dell'aria guardano in lungo e in largo per trovare tracce di Korra, Ikki viene temporaneamente catturata da due soldati dell'Impero della Terra. Sulla base di quello che dicono, Ikki guida il trio alla palude. Lì, Korra è ancora ossessionata dalle visioni di essere ferita dai suoi nemici passati, ma riesce a connettersi con i tre fratelli attraverso le radici del grande albero baniano. Dopo che i figli di Tenzin l'hanno pregata di riprendere i suoi doveri Avatar per affrontare Kuvira, Toph aiuta Korra consigliandole di lasciare andare le sue paure, dominare il resto del veleno fuori da se stessa e rientrare nello stato dell'Avatar.

## Nemici alle porte
- Titolo originale: Enemy at the Gates
- Diretto da: Ian Graham
- Scritto da: Joshua Hamilton

### Trama
Mentre l'esercito di Kuvira marcia su Zaofu, Suyin si rifiuta di lasciare che la sua città si unisca al nuovo impero, mentre Korra cerca invano di negoziare un esito pacifico. Varrick e Bolin arrivano a realizzare la natura totalitaria del dominio di Kuvira, ma la loro fuga viene sventata dal fidanzato della Grande unificatrice, il figlio di Suyin Baatar Jr. Mentre Zhu Li promette la sua fedeltà a Kuvira, Varrick è costretto ad armare le liane degli spiriti per lei, mentre Bolin deve essere inviato in un campo di "rieducazione". A Città della Repubblica, Asami torna a parlare con il padre imprigionato, Hiroshi.

## La battaglia di Zaofu
- Titolo originale: The Battle of Zaofu
- Diretto da: Melchior Zwyer
- Scritto da: Tim Hedrick

### Trama
Dopo che Suyin e i suoi due gemelli sono stati catturati dopo un tentativo fallito di penetrare nella tenda di Kuvira, quest'ultima accetta un duello con Korra per decidere il controllo di Zaofu. Sebbene ora libera dagli effetti del veleno del Loto Rosso, Korra decide di temporeggiare e non entrare nello stato dell'Avatar mentre Kuvira la mette a dura prova infliggendole numerosi attacchi. Incapace di ottenere altrimenti il vantaggio, Korra entra nello stato dell'Avatar e si prepara a lanciare un colpo devastante, fino a quando non ha una visione del suo spettro oscuro al posto di Kuvira e collassa a terra. Opal, Jinora, Ikki e Meelo salvano Korra e fuggono con lei sul dorso di un bisonte volante. Nel frattempo, Varrick e Bolin scappano dopo che Varrick costruisce e fa esplodere una bomba sfruttando le liane degli spiriti. Kuvira costringe i cittadini di Zaofu a sottomettersi mentre Baatar Jr. e Zhu Li continuano a lavorare sull'arma di distruzione progettata da Varrick.

## Riunione
- Titolo originale: Reunion
- Diretto da: Colin Heck
- Scritto da: Michael Dante DiMartino

### Trama
Mentre Korra si riunisce con i suoi amici a Città della Repubblica, Wu viene rapito per ordine di Kuvira. Korra, Asami e Mako lo salvano da un treno e lo nascondono con la famiglia di Mako nella casa di Asami. Nel frattempo, Bolin e Varrick incontrano fuggiaschi dai campi di prigionia di Kuvira, che ora ospitano chiunque non appartenga al Regno della Terra, e li aiutano a fuggire dal nuovo Impero. Nella palude, le forze di Kuvira iniziano a raccogliere le  liane dello spirito.

## Ricordi
- Titolo originale: Remembrances
- Diretto da: Michael Dante DiMartino
- Scritto da: Joshua Hamilton, Katie Mattila & Tim Hedrick

### Trama
In un episodio di clip show, Mako, Korra e Bolin ricordano il loro passato. Mako dice a Wu dei suoi problemi romantici e della rottura con Asami e Korra. Korra parla con Asami dei suoi scontri con Amon, Unalaq, Vaatu e Zaheer. Varrick presenta la vita di Bolin ai rifugiati dell'Impero della Terra nello stile di un film d'azione in cui Bolin sconfigge tutti i precedenti nemici di Korra.
- Note: Un episodio di clip show sull'intera serie c'è stato anche nella terza ed ultima stagione di Avatar - La leggenda di Aang, con Lo spettacolo teatrale.[5] La struttura dell'episodio è basata su Samurai Champloo.[6]

## Oltre la foresta
- Titolo originale: Beyond the Wilds
- Diretto da: Ian Graham
- Scritto da: Joshua Hamilton

### Trama
A Città della Repubblica, il Signore del Fuoco Izumi e Tenzin si rifiutano di sostenere l'offensiva proposta da Raiko contro Kuvira anche dopo che Bolin e Varrick hanno portato a conoscenza della sua ricerca sulle armi da fuoco. Reagendo alla raccolta di Kuvira delle liane dello spirito nella palude, i rampicanti a Città della Repubblica cominciano ad attaccare chiunque si avvicini, inclusa Jinora, intrappolando tutti nel Mondo degli Spiriti e il tentativo di salvataggio di Korra viene ostacolato da un'apparizione di Zaheer. Incapace di pensare a un altro modo per lasciare andare la paura che continua a ostacolarla anche dopo essersi liberata degli effetti del veleno del Loto Rosso, Korra decide di affrontare il vero Zaheer nella sua prigione. Zaheer, disgustato dall'ascesa di un tiranno come Kuvira, che si erge come antitesi alle filosofie del Loto Rosso, si propone di aiutare Korra. La aiuta a imparare a superare il trauma delle sue passate sofferenze, compreso il suo stesso attacco su di lei, e la aiuta a entrare nel Mondo degli Spiriti, dove Korra parla con Raava per la prima volta dalla conclusione del Libro secondo, quando ne era stata forzatamente separata. Usando la sua ristabilita capacità di comunicare con gli spiriti, Korra calma le liane volatili e libera Jinora e gli altri prigionieri umani. Nel frattempo, Bolin tenta senza successo di tornare insieme a Opal, ma accetta di aiutare lei e Lin a salvare la loro famiglia.

## Operazione: Beifong
- Titolo originale: Operation Beifong
- Diretto da: Melchior Zwyer
- Scritto da: Tim Hedrick

### Trama
Vicino a Zaofu, Opal, Lin e Bolin vengono raggiunti da Toph e seguono i prigionieri di Beifong in una struttura in cui Baatar Jr. e Zhu Li stanno testando un supercannone energetico delle liane. Un piano di salvataggio prende forma, ma intanto crescono le tensioni tra Toph e Lin. Zhu Li dimostra di aver simulato la sua lealtà verso Kuvira e tenta di sabotare l'arma, ma il suo sforzo viene scoperto. La squadra di salvataggio libera i Beifong catturati e si scontra con Kuvira e le sue forze, prima di essere costretta a fuggire a causa dell'intervento dell'esercito di Kuvira. Toph e Lin riescono a riconciliarsi dopo molti anni. Zhu Li rivela che Kuvira sta progettando un attacco imminente a Città della Repubblica con una forza combinata di dominatori del metallo, della terra, carri armati di mecha e le nuove tecnologie ottenute dalle liane spirituali a sua disposizione. Nel frattempo, Korra prova senza successo a convincere gli spiriti a contribuire a difendere Città della Repubblica.

## Lo stratagemma di Kuvira
- Titolo originale: Kuvira's Gambit
- Diretto da: Colin Heck
- Scritto da: Joshua Hamilton

### Trama
Wu e Mako aiutano ad evacuare Città della Repubblica, mentre Asami e Varrick costruiscono una flotta di velivoli robotici per difenderla. Le forze di Kuvira, tuttavia, attaccano prima del previsto. La sua superarma, ora montata su un gigantesco mecha, devasta la flotta della Repubblica, costringendo Raiko ad arrendersi. Korra e i dominatori dell'aria catturano il creatore del mecha, Baatar Jr. Dopo che Korra minaccia di tenerlo lontano da Kuvira per sempre, Baatar tenta di convincere Kuvira a porre fine all'attacco, ma lei rifiuta facendo fuoco nel luogo in cui si trovano Korra, i suoi alleati e lo stesso Baatar.

## Il giorno del Colosso
- Titolo originale: Day of the Colossus
- Diretto da: Ian Graham
- Scritto da: Tim Hedrick

### Trama
A malapena sopravvissuti all'attacco di Kuvira, Korra e i suoi amici cercano un modo per abbattere il Colosso. Scoprono che l'esterno e le giunture del serbatoio del mecha sono fatti interamente di platino e quindi immuni al dominio del metallo. Dopo che bombe di vernice, il dominio della lava, cavi metallici e un impulso elettromagnetico creato da Varrick non riescono a fermare a lungo il mecha gigante, Lin libera Hiroshi Sato, che propone di distruggere il mecha dall'interno. Asami, Hiroshi e i promessi sposi Varrick e Zhu Li attaccano torce al plasma ai due veicoli rimanenti, quindi ingaggiano uno scontro con il Colosso. Dopo che Hiroshi ha sacrificato la sua vita permettendo al mecha di schiacciare la sua macchina volante per guadagnare tempo a sufficienza per aprire un buco all'interno del Colosso, la squadra d'assalto di Korra è in grado di entrarvi.

## L'ultimo scontro
- Titolo originale: The Last Stand
- Diretto da: Melchior Zwyer
- Scritto da: Michael Dante DiMartino

### Trama
Nella sala di controllo del mecha, Korra e Kuvira si combattono a vicenda. Nel frattempo, il team Avatar inizia a distruggere il gigante dall'interno. Suyin e Lin disattivano il suo braccio e l'arma, e Bolin e Mako fanno detonare la fonte della sua energia, con Mako che rischia di perdere la vita nell'esplosione. Intanto, mentre continua a lottare contro Korra nella foresta degli spiriti nella città, Kuvira riesce ad attivare il pezzo del cannone impigliato nelle liane, innescando un'impressionante liberazione di energia alimentata dalle liane. Saltando per bloccare il raggio dell'arma dall'annientamento di Kuvira, Korra entra nello stato dell'Avatar e canalizza la massiccia fonte di energia spirituale, reindirizzandola e creando un terzo portale nel Mondo degli Spiriti. Entrate nel Mondo degli spiriti, Kuvira e Korra si commiserano per le loro difficoltà e gli errori commessi, quindi Kuvira ammette la sconfitta e viene arrestata quando torna nel mondo fisico. Alcune settimane dopo, il team Avatar si è riunito con molti altri amici e alleati nell'isola del Tempio dell'Aria per celebrare il matrimonio tra Varrick e la sua ex assistente Zhu Li. Wu annuncia la sua intenzione di abdicare in favore degli Stati democratici della Terra. Korra ringrazia Mako per quello che ha fatto per fermare il Colosso e Mako le assicura che avrà sempre la sua amicizia e il suo sostegno. Allontanatasi dal clamore dei festeggiamenti, Korra ha altre due conversazioni intime. Prima si apre con Tenzin sui tempi dolorosi che ha passato, e afferma di essere arrivata a credere che la sofferenza è stata necessaria per lei per diventare una persona più compassionevole. Parla quindi con Asami, consolando la sua amica addolorata per la perdita di suo padre. Le due pianificano un viaggio insieme nel Mondo degli Spiriti e l'ultima scena della serie rispecchia quella di Avatar - La leggenda di Aang: Korra e Asami camminano mano nella mano nel nuovo portale degli spiriti e, poco prima di sparire, si girano guardandosi affettuosamente l'una con l'altra, iniziando così la loro relazione.
- Note: La scena finale della serie, che indica l'inizio di una relazione romantica tra Korra e Asami Sato, non ha precedenti nella  rappresentazione LGBT nella televisione per bambini occidentali.[7][8][9] Al San Diego Comic-Con International nel luglio 2015, Konietzko e DiMartino hanno annunciato una trilogia di graphic novel canoniche,[10] che si colloca subito dopo il termine dell'ultimo episodio.[11]